# 育犬協會

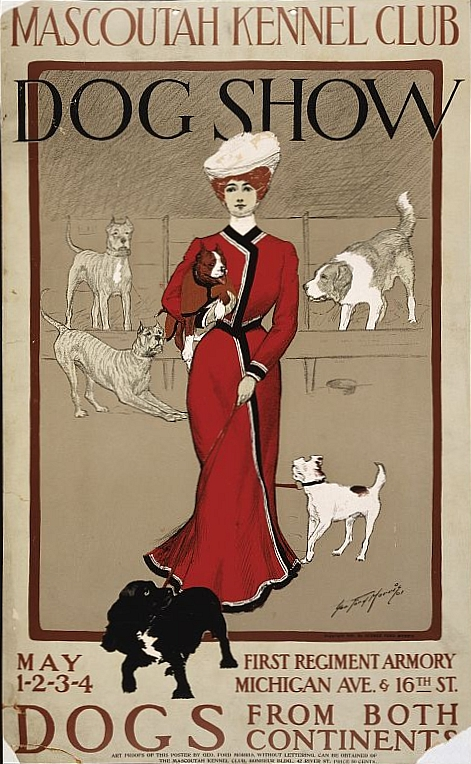
育犬協會於1901年在美國Mascoutah狗展的宣傳單。

育犬協會（學名：Kennel club）是一個組織處理犬隻事務涉及福利、提升以及維持不只一種犬種的育種。只處理一種血統被視為育種會(breed club)，所有育犬協會亦被認為是全血統犬會，雖然所謂的全血統只包括被他們認可的血統且只承認純種犬。
育犬協會的目的可以為功能取向或犬展取向，他們維持育種標準，判定和登記純種犬，這代表了列出純種成犬以及它們所生下的幼犬名單。
擁有活躍的育犬者和愛犬人士團體的國家通常有他們自己的特有犬種跟育犬協會，並經常與他國育犬協會交流。
世界上重要的且被廣為承認的育犬協會有:
1. 美国犬业俱乐部（AKC）(美国)
2. 澳大利亚犬业理事会（ANKC）
3. 联合犬业俱乐部 (美国)
4. 伦敦犬业俱乐部（KC 英国）
5. 加拿大犬业俱乐部(CKC)
6. 世界犬业联盟（FCI）

## 外部連結
- 美国犬业俱乐部 AKC網站 （页面存档备份，存于）

- 联合犬业俱乐部 UKC網站 （页面存档备份，存于）
- 伦敦犬业俱乐部網站
- 加拿大区也俱乐部 CKC網站 （页面存档备份，存于）
- 世界犬业联盟 FCI網站
- 台灣畜犬協會網站 （页面存档备份，存于）